# Frithiof Brandt
Frithiof Brandt, född den 23 maj 1892 i Horsens, död den 20 oktober 1968 i Dianalund, var en dansk filosof.
Brandt blev filosofie doktor 1922 och professor i filosofi vid Köpenhamns universitet samma år. Brandt medverkade under signaturen F. Bdt i Svensk uppslagsbok. Han blev emeritus 1958.
I sin doktorsavhandling Den mekaniske Naturopfattelse hos Th. Hobbes (1921, engelsk upplaga 1928), följde Brandt tillblivelsen av Thomas Hobbes naturfilosofi och tecknar hans utveckling från skolastiskt till modernt matematiskt tänkande. 
Senare sysselsatte sig Brandt med Søren Kierkegaard för att belysa den miljö som hade haft betydelse för hans författarskap, och utgav 1929 Den unge Søren Kierkegaard. 